# 黃洛
黃洛（Wong Lok，1996年10月23日—），生於香港，香港足球運動員，司職右後衛，現時效力晨曦。

## 球員生涯
黃洛生於香港，2014年，黃洛加盟香港甲組聯賽球會花花，當時並未得到太多機會，甚少能夠上陣。所以黃洛在2015年，轉投以一班年輕小將出戰甲組老牌球會的愉園， 黃洛出場機會比以前較多，更交出了不少入球和助攻。在愉園出色的表現，吸引了港超聯職業球會香港飛馬，獲邀請加盟。2015年7月，黃洛正式加盟香港超級聯賽球會香港飛馬，出場機會暫時較少，在訓練時有試過客串閘位。
直到球季完結後，黃洛轉會至港超聯球會標準流浪，結果流浪在4月22日主場不敵R&F富力後，宣告護級失敗。
其後，黃洛轉投凱景。

## 榮譽
香港飛馬
- 香港足總盃冠軍（2015–16季度）
- 香港菁英盃冠軍（2015–16季度）

## 外部連結
- Wong Lok （页面存档备份，存于）